# Ploceus
Ploceus is een geslacht van zangvogels uit de familie wevers en verwanten (Ploceidae). 

## Soorten
Het geslacht kent meer dan 60 soorten:
- Ploceus albinucha  – Rouwwever
- Ploceus alienus  – Meeswever
- Ploceus angolensis  – Miombowever
- Ploceus aurantius  – Koningswever
- Ploceus aureonucha  – Goudnekwever
- Ploceus badius  – Kaneelwever
- Ploceus baglafecht  – Baglafechtwever
- Ploceus bannermani  – Bannermans wever
- Ploceus batesi  – Bruinwangwever
- Ploceus benghalensis  – Bengaalse wever
- Ploceus bertrandi  – Bertrams wever
- Ploceus bicolor  – Woudwever
- Ploceus bojeri  – Palmwever
- Ploceus brachypterus – Olijfnekwever
- Ploceus burnieri  – Kilomberowever
- Ploceus capensis  – Kaapse wever
- Ploceus castaneiceps  – Tavetawever
- Ploceus castaneofuscus  – Kaneel-zwarte wever
- Ploceus castanops  – Rietwever
- Ploceus cucullatus  – Grote textorwever
- Ploceus dichrocephalus  – Salvadori's wever
- Ploceus dorsomaculatus  – Geelkapwever
- Ploceus flavipes  – Geelpootwever
- Ploceus galbula  – Rüppells wever
- Ploceus golandi  – Clarkes wever
- Ploceus grandis  – Reuzenwever
- Ploceus heuglini  – Heuglins wever
- Ploceus holoxanthus  – Ruvuwever
- Ploceus hypoxanthus  – Geelbuikbayawever
- Ploceus insignis  – Bruinkapwever
- Ploceus intermedius  – Kleine textorwever
- Ploceus jacksoni  – Jacksons wever
- Ploceus katangae  – Katangamaskerwever
- Ploceus luteolus  – Dwergmaskerwever
- Ploceus manyar  – Manyarwever
- Ploceus megarhynchus  – Finns bayawever
- Ploceus melanocephalus  – Zwartkopwever
- Ploceus melanogaster  – Hooglandwever
- Ploceus nelicourvi  – Nelicourviwever
- Ploceus nicolli  – Usambarawever
- Ploceus nigerrimus  – Fluweelwever
- Ploceus nigricollis  – Zwartnekwever
- Ploceus nigrimentus  – Zwartkinwever
- Ploceus ocularis  – Brilwever
- Ploceus olivaceiceps  – Olijfkopwever
- Ploceus pelzelni  – Dunbekwever
- Ploceus philippinus  – Bayawever
- Ploceus preussi  – Preuss' wever
- Ploceus princeps  – Principewever
- Ploceus reichardi  – Reichards wever
- Ploceus rubiginosus  – Kastanjewever
- Ploceus ruweti  – Lufiramaskerwever
- Ploceus sakalava  – Sakalavawever
- Ploceus sanctithomae  – Sãotoméwever
- Ploceus spekei  – Spekes wever
- Ploceus spekeoides  – Fox' wever
- Ploceus subaureus  – Goudwever
- Ploceus subpersonatus  – Loangodunbekwever
- Ploceus superciliosus  – Bruinstuitwever
- Ploceus taeniopterus  – Geelrugwever
- Ploceus temporalis  – Bocages wever
- Ploceus tricolor  – Driekleurwever
- Ploceus velatus  – Maskerwever
- Ploceus vitellinus  – Dottergele wever
- Ploceus weynsi  – Weyns' wever
- Ploceus xanthops  – Saffraanwever
- Ploceus xanthopterus  – Bruinkeelwever